# Gustaf Norlin
Axel Gustaf Norlin (Lidköping, 9 gennaio 1997) è un calciatore svedese, centrocampista dell'ŁKS.

## Carriera
È cresciuto nei settori giovanili di due squadre della sua città natale, rispettivamente l'IF Heimer e il Lidköpings FK. Proprio con il Lidköpings FK ha debuttato in prima squadra nel 2014, ed è sceso in campo nella quarta serie nazionale per un totale di quattro stagioni.
Nel 2018 – anche in virtù di un rapporto di collaborazione tra i due club – Norlin è passato dal Lidköpings FK allo Skövde AIK, società militante un gradino più in alto, nella terza serie nazionale. Qui è rimasto per la durata del suo accordo biennale. Durante la stagione 2019, poco oltre la metà del campionato, è stato reso noto che Norlin a partire dal gennaio seguente egli si sarebbe trasferito al Varberg, squadra che in quel momento stava guidando il campionato di Superettan 2019. Mentre Norlin terminava la sua seconda e ultima annata allo Skövde AIK come da contratto, il Varberg è riuscito a ottenere la prima promozione in Allsvenskan nella storia del club.
Nel 2020 ha disputato la sua prima stagione nella massima serie svedese, segnando già il 15 giugno, alla prima giornata dell'Allsvenskan 2020, il gol del definitivo 0-3 nella vittoria esterna del Varberg sul campo dell'Helsingborg. Ha contribuito alla salvezza della squadra con 5 gol in 28 presenze e, al termine del campionato, ha rinnovato il contratto fino al 2022.
Prima dell'inizio della stagione 2021, Norlin è stato acquistato dall'IFK Göteborg, con cui ha sottoscritto un accordo quadriennale. Nell'Allsvenskan 2021 ha collezionato 23 presenze (9 delle quali da titolare) senza mai andare in rete, ma nel corso del campionato seguente si è conquistato un posto da titolare in pianta stabile, riuscendo a realizzare anche 10 gol in 30 partite. Ha poi disputato dal primo minuto anche buona parte degli incontri degli anni seguenti. In quattro anni in biancoblù tra campionato e coppe ha totalizzato 154 presenze ufficiali, 22 gol e 17 assist.
Il 21 gennaio 2025 è passato ufficialmente ai polacchi dell'ŁKS Łódź a parametro zero, con un accordo valido fino al giugno 2026.